# Gadua
Gadua is een bestuurslaag in het regentschap Padang Pariaman van de provincie West-Sumatra, Indonesië. Gadua telt 2790 inwoners (volkstelling 2010).